# Nutidens unge
Nutidens Unge er det fjerde studiealbum af den danske popgruppe tv·2, der blev udgivet i 1984 af CBS. Det markerede det afgørende gennembrud for gruppen og er det første tv·2-album, der blev solgt i mere end 100.000 eksemplarer. Albummet blev produceret af Michael Bruun fra Tøsedrengene og er solgt i 103.000 eksemplarer. Numre som "Ræven og rønnebærrene", "Lanternen" og "Be babalula" hører i dag til de største tv·2-klassikere. "Natradio" blev oprindelig indspillet i 1981 og udgivet på single samme år. Denne version findes ikke på noget album.

## Spor
Alle sange skrevet og komponeret af Steffen Brandt. 
| 1. | "Ræven og rønnebærrene" | 4:17 |
| 2. | "ABC"                   | 4:15 |
| 3. | "Lanternen"             | 4:40 |
| 4. | "Blod, sved og tårer"   | 3:56 |
| 5. | "Hovedbanegården"       | 3:32 |

| 6.  | "Be babalula"          | 4:40 |
| 7.  | "Vil du danse med mig" | 5:40 |
| 8.  | "Natradio"             | 4:12 |
| 9.  | "Gare du Nord"         | 3:04 |
| 10. | "Taxi"                 | 3:41 |

| 7.  | "Vil du danse med mig (Nå–nå mix)"           | 6:34 |
| 11. | "Popmusikerens vise (Dubmusikerens clubmix)" | 6:42 |

Note
- På CD-udgaven af albummet er "Vil du danse med mig" udskiftet med den remixede maxisingle version.

## Personel

### tv·2
- Steffen Brandt – vokal, keyboards
- Hans Erik Lerchenfeld – guitar
- Georg Olesen – bas
- Sven Gaul – trommer, trommemaskine

### Øvrige musikere
- Jens Haack – saxofon på "Vil du danse med mig (Nå–nå mix)"

### Produktion
- Michael Bruun – producer, mix, remix ("Vil du danse med mig (Nå–nå mix)")
- Jan Degner – producer ("Popmusikerens vise (Dubmusikerens clubmix)"), remix ("Vil du danse med mig (Nå–nå mix)")
- Tommy Hansen – tekniker (Puk)
- John Quist – tekniker (Puk)
- Mads Nelsson – tekniker (Werners)
- Anders Valbro – tekniker (Werners)
- Jesper Ranum – konsulentbistand (Fairlight Synclaver, System 100)
- Jo Dam Kærgaard – cover design
- Ole Christiansen – coverfoto
- Mogens Laier – foto
- Janne Eilskov – CD layout